# BRAVE IT OUT
「BRAVE IT OUT」（ブレイブ イット アウト）は、GENERATIONSのデビューシングル。2012年11月21日にrhythm zoneから発売された。

## 概要
- GENERATIONSのメジャーデビュー作である。「CD+DVD」「CDのみ」「ワンコインCD」の3形態で発売。「CD+DVD」と「CDのみ」の初回盤にはロゴステッカーを封入。
- CDには、表題曲を含む全4曲8ヴァージョンを収録。DVDには表題曲を含む2曲のVideo Clipを収録。
- 表題曲「BRAVE IT OUT」は、メンバーの白濱亜嵐が主演を務め、佐野玲於が出演するドラマ『シュガーレス』の主題歌に起用された[2]。同曲は、10月17日付の有線J-POPチャートで1位を獲得。デビュー前の日本人男性グループとしては初のことであった[2]。
- デビュー記念日となった発売日当日は、ラゾーナ川崎プラザでリリースイベントを行った[2]。

## 収録曲

### CD
1. BRAVE IT OUT [3:14]
作詞：TomoMi、作曲：Jaakko Salovaara・Michelle Leonard・Drew Ryan Scott
  - 日本テレビ系ドラマ『シュガーレス』主題歌
2. LET ME FLY [3:34]
作詞：P.O.S.、作曲：BACHLOGIC・SHIKATA・ERIK LIDBOM
3. ECHO [4:29]
作詞：SHIKATA、作曲：MATS LIE SKARE・SHIKATA
  - 近鉄パッセ「Pass'e大感謝祭」CMソング
4. 片想い [4:57]
作詞：EXILE ATSUSHI、作曲：江上浩太郎、編曲：Pochi
原曲はピアノアレンジだが、今回CD化するにあたってトラックを一新し、歌詞も追加されている。
5. BRAVE IT OUT（Instrumental）
6. LET ME FLY（Instrumental）
7. ECHO（Instrumental）
8. 片想い（Instrumental）

### DVD
1. BRAVE IT OUT（Video Clip）
2. 片想い（Video Clip）
3. EXILE TRIBEインフォメーション（期間限定生産特典）